# Pneumopatia
Pneumopatia é um tipo de doença que afeta os pulmões. Essas doenças podem ter diversas origens:
- Pneumopatias parasitárias - causadas por um parasita.
- Pneumopatias fúngicas - causada por fungos.
- Pneumopatia veno-oclusiva - obstrução de pequenas e médias artérias do pulmão por proliferação fibrosa ou trombose.
- Hipertensão pulmonar - aumento da resistência vascular na circulação pulmonar, geralmente ocasionada por doenças cardíacas ou pulmonares.

Grupo de doenças pulmonares, entre as quais se destacam a atelectasia, as doenças pulmonares intersticiais, neoplasias pulmonares, tuberculose pulmonar, hipertensão pulmonar, pneumopatias obstrutivas, pneumonia, pneumopatias fúngicas, pneumopatias parasitárias, síndrome do desconforto respiratório do recém-nascido.